# دانيال فرنانديز فرنانديز
دانيال فرنانديز فرنانديز (بالإسبانية: Daniel Fernández Fernández) هو لاعب كرة قدم إسباني، ولد في 30 مايو 1997 في مدريد في إسبانيا. لعب مع نادي فوينلابرادا.

## روابط خارجية
- دانيال فرنانديز فرنانديز على موقع Soccerway.com (الإنجليزية)
- دانيال فرنانديز فرنانديز على موقع عالم كرة القدم.نت (الإنجليزية)